# Пояна (Унгенский район)
Пояна (рум. Poiana) — село в Унгенском районе Молдавии. Наряду с сёлами Новые Богены, Старые Богены, Изворены и Мирчешты входит в состав коммуны Новые Богены.

## География
Село расположено на высоте 256 метров над уровнем моря.

## Население
По данным переписи населения 2004 года, в селе Пояна проживает 388 человек (188 мужчин, 200 женщин).
Этнический состав села:
| Национальность | Число жителей | Процентный состав |
| -------------- | ------------- | ----------------- |
| молдаване      | 385           | 99.23             |
| украинцы       | 2             | 0.52              |
| румыны         | 1             | 0.26              |
| Всего          | 388           | 100%              |